# Pseudanapis domingo
Espèce
Pseudanapis domingo est une espèce d'araignées aranéomorphes de la famille des Anapidae.

## Distribution
Cette espèce est endémique de la province de Santo Domingo de los Tsáchilas en Équateur,. Elle se rencontre vers Santo Domingo de los Colorados.

## Description
Le mâle holotype mesure 0,67 mm.

## Systématique et taxinomie
Cette espèce a été décrite par Platnick et Shadab en 1979.

## Étymologie
Son nom d'espèce lui a été donné en référence au lieu de sa découverte, Santo Domingo de los Colorados.

## Publication originale
- Platnick & Shadab, 1979 : « A review of the spider genera Anapisona and Pseudanapis (Araneae, Anapidae). » American Museum Novitates, no 2672, p. 1-20 (texte intégral).